# Tatsuya Hasegawa
Pour les articles homonymes, voir Hasegawa.
Tatsuya Hasegawa (長谷川 竜也, , Hasegawa Tatsuya), né le 7 mars 1994 à Numazu au Japon, est un footballeur japonais qui évolue au poste de milieu offensif à l'Hokkaido Consadole Sapporo.

## Biographie

### Kawasaki Frontale
Né à Numazu au Japon, Tatsuya Hasegawa est issue de l'Université Juntendō avant de rejoindre le club du Kawasaki Frontale en 2016. Il joue son premier match avec l'équipe première le 23 mars 2016, lors d'une rencontre de Coupe de la Ligue japonaise contre le Yokohama F. Marinos. Il est titularisé au poste de milieu offensif axial, et les deux équipes font match nul (0-0).
Le 3 novembre 2016, il inscrit son premier but en professionnel lors d'une rencontre de championnat face à Gamba Osaka. Son équipe s'incline par trois buts à deux ce jour-là.
Il remporte son premier trophée étant sacré champion du Japon en 2017. Il récidive la saison suivante, en étant de nouveau sacré champion.
Le 8 juillet 2020, il inscrit son premier doublé en championnat, sur la pelouse du FC Tokyo. Son équipe l'emporte sur le large score de 0-4.
Il est sacré pour la troisième fois champion du Japon en 2020.

### Yokohama FC
Le 25 décembre 2021 est annoncé le transfert de Tatsuya Hasegawa au Yokohama FC. Le transfert étant effectif à partir du 1er janvier 2022.
Hasegawa inscrit son premier but pour le club le 27 avril 2022, lors d'une rencontre de championnat face au FC Machida Zelvia. Titulaire, il ouvre le score mais les deux équipes se neutralisent (1-1 score final).

### Hokkaido Consadole Sapporo
Le 12 janvier 2024, Tatsuya Hasegawa rejoint librement le club d'Hokkaido Consadole Sapporo.

## Palmarès
Kawasaki Frontale
- Champion du Japon en 2017, 2018 et 2020
- Coupe de l'Empereur en 2020
- Coupe de la Ligue japonaise en 2019
- Supercoupe du Japon en 2021